# Corentin Tolisso
Pour les articles homonymes, voir Tolisso.
Corentin Tolisso, né le 3 août 1994 à Tarare (Rhône), est un footballeur international français évoluant au poste de milieu de terrain à l’Olympique lyonnais.
Avec le Bayern Munich, il remporte douze titres, étant notamment sacré cinq fois champion d'Allemagne, et remportant la Ligue des champions en 2020.
Sélectionné en équipe de France depuis 2017, il remporte la Coupe du monde 2018 et participe à l'Euro 2020.

## Biographie

### Enfance et formation
Corentin Tolisso est binational. Son père est natif de Lomé au Togo. Corentin découvre le football au Stade amplepuisien de 2000 à 2004. C’est lors d’un tournoi à Thizy en 2004, à quelques kilomètres du lieu de résidence de la famille Tolisso, que l’entraîneur des benjamins 1 du Football club du Pays de L'Arbresle (FCPA) découvre cet attaquant prometteur. Il rejoint le club et intègre le collège la Platière de Thizy. Pour sa deuxième saison chez les benjamins de L’Arbresle, ville de naissance de Jean-Michel Aulas et Rémi Garde, Corentin devient le capitaine de son équipe, qu’il mène à la troisième place de la première division. « Respect, politesse et gentillesse, tout y était chez ce garçon, révèle l'éducateur. Ce n’était pas un meneur d’homme, il ne faisait pas de bruit. Mais sur le terrain, tout le monde voulait lui ressembler ». Pendant la deuxième partie de saison, Corentin Tolisso recule d’un cran, pour s’installer comme meneur de jeu. Auteur de 28 buts en 2006-2007, il porte le FCPA vers la promotion en excellence. Son transfert au Bayern Munich en 2017 rapporte 100 000 euros au club, comme contribution de formation. À onze ans, il brille face à l'Olympique lyonnais, avec un triplé lors d'un match nul (4-4) historique pour son club d'alors.
En 2007, il rejoint l'Olympique Lyonnais, intégrant l'équipe des moins de 13 ans. Pendant trois ans, il effectue tous les jours les allers-retours entre Gerland et le domicile de ses parents à Amplepluis (65 km), car non conservé au centre de formation. Plus tard, une blessure à un genou, l'écartant cinq mois des terrains, fait qu'il est à deux doigts d'être écarté du club. Il intègre finalement l'équipe des moins de 17 ans du club. Lors de la Coupe Gambardella 2012-2013, en 16e de finale face à Bordeaux, Tolisso manque son tir au but (2-2, 9 t.a.b. à 10). Lors de cette saison 2012-2013, il est peu aligné en équipe réserve. En fin d'année, Corentin obtient son Bac ES avec mention.

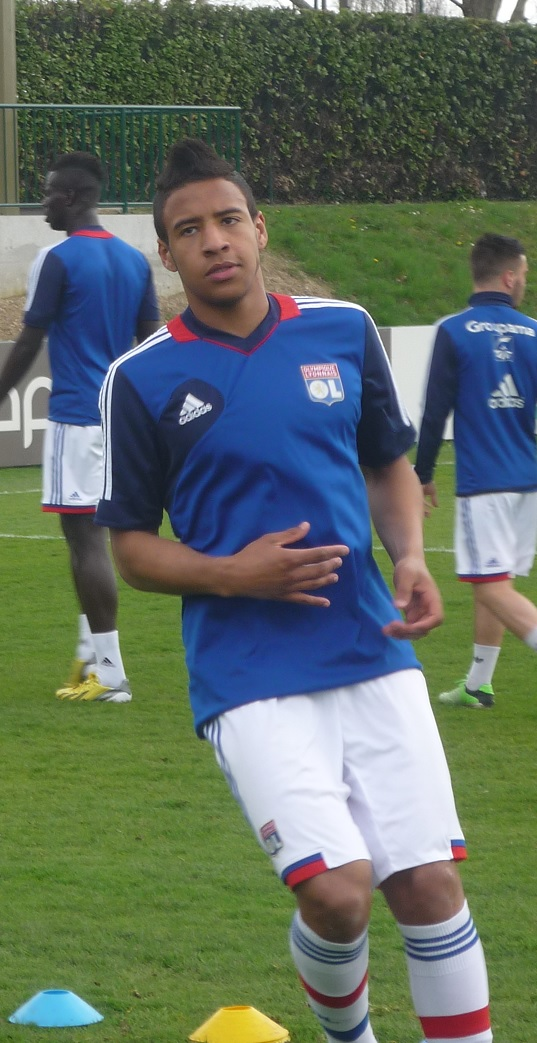
Corentin Tolisso avec l'OL en avril 2013.

Au début de la saison 2013-2014, Tolisso s'attend à évoluer avec la réserve. À la reprise en juin 2013, il ne fait pas partie du groupe de Rémi Garde. « À ce moment-là, j'espérais juste pouvoir intégrer parfois l'effectif professionnel, se rappelle l'intéressé en fin de saison. J'imaginais que je jouerai en CFA ». Mais lors des entraînements, Tolisso se fait remarquer. « À cette époque, j'étais bien physiquement et mentalement, notamment grâce à ma sélection en équipe de France U20 ».

### Olympique lyonnais (2013-2017)
Lors de la saison 2013-2014, Tolisso prend place dans le groupe professionnel de l'Olympique lyonnais. Le 10 août 2013, il connaît sa première entrée au plus haut niveau, dans l'ultime minute du temps additionnel contre l'OGC Nice au stade Gerland (4-0) à l'occasion de la première journée de Ligue 1,. Suivent deux maigres apparitions à Monaco et à Bastia durant la phase aller. Corentin profite ensuite de sa polyvalence pour se faire une place dans l'équipe. Il dépanne d’abord à gauche face à Rijeka en Ligue Europa en remplaçant Dabo. Fin octobre 2013, le jeune milieu signe son premier contrat professionnel portant jusqu'en juin 2017. Après avoir failli faire basculer le match à Lille (0-0), où il aurait pu obtenir un penalty en fin de match six minutes après être entré en jeu, il connaît sa première titularisation début mars 2014 face à Montpellier. Tolisso profite des blessures de Fofana et Gourcuff pour être titulaire sur le côté droit du milieu de terrain. Il est de nouveau titulaire la semaine suivante à Bordeaux. Mené 1-0 dans les arrêts de jeu, Bedimo égalise et puis Corentin arrache la victoire sur une tête puissante. Grâce à ce but lors de l’affiche du week-end, il commence à se faire un nom auprès du grand public. La semaine suivante, il entre en jeu et remplace à nouveau Dabo en tant que latéral. Il ne sort ensuite plus de l'équipe, notamment car Rémi Garde le préfère à Mehdi Zeffane puis Dabo pour remplacer Miguel Lopes comme latéral droit. « Ce n'est pas son poste mais il s'est vite adapté », explique l'entraîneur rhodanien. De la 31e à la 36e journée, il est titulaire soit comme latéral soit milieu de terrain. Tolisso dispute notamment le derby perdu à Gerland et la finale de Coupe de la Ligue dans laquelle l’OL s’incline également. Touché à la cheville, il est forfait pour les deux derniers matchs et la fin de saison que son club termine à la cinquième place.

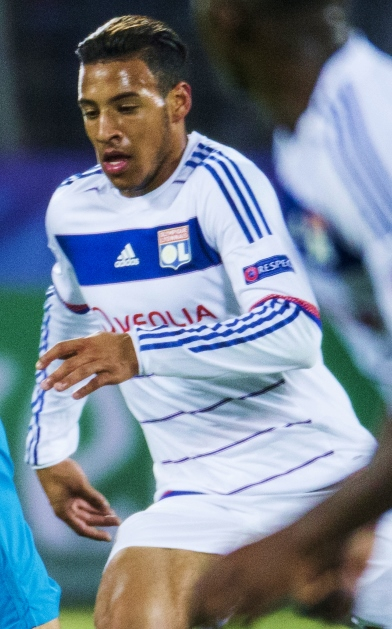
Tolisso avec l'OL en 2015.

Lors de la saison 2014-2015, Corentin Tolisso voit l’arrivée d’Hubert Fournier comme entraîneur, qui ne remet pas en question sa place en équipe première. Tout d’abord en profitant des absences de Dabo et Bedimo à Rennes et Toulouse pour jouer en tant qu’arrière gauche, puis au milieu de terrain avec les nombreuses absences côté lyonnais (Fofana, Grenier, suspension de Ferri…). Face à Monaco, il offre la victoire à l’OL alors que son club débute mal la saison. Le 30 novembre 2014, lors du derby contre l'AS Saint-Étienne perdu 3-0 à Geoffroy-Guichard, le milieu de terrain de l'OL est responsable sur deux buts adverses avant d'être remplacé à un quart d'heure de la fin et fondre en larmes. Il dispute tous les matchs de Ligue 1, tous comme titulaire hormis le match face à Evian Thonon Gaillard où il entre en jeu. À l’image de son club, malgré une saison sans titre, sa saison est très positive.
Lors de la saison 2015-2016, durant le derby avec Saint-Étienne, Tolisso est accusé par certains Verts d'avoir malaxé ses parties génitales devant eux. Son début de saison est moins remarqué pour ses performances sur le terrain que pour une attitude, qui aurait contribué à fracturer le vestiaire lyonnais.

### Bayern Munich (2017-2022)

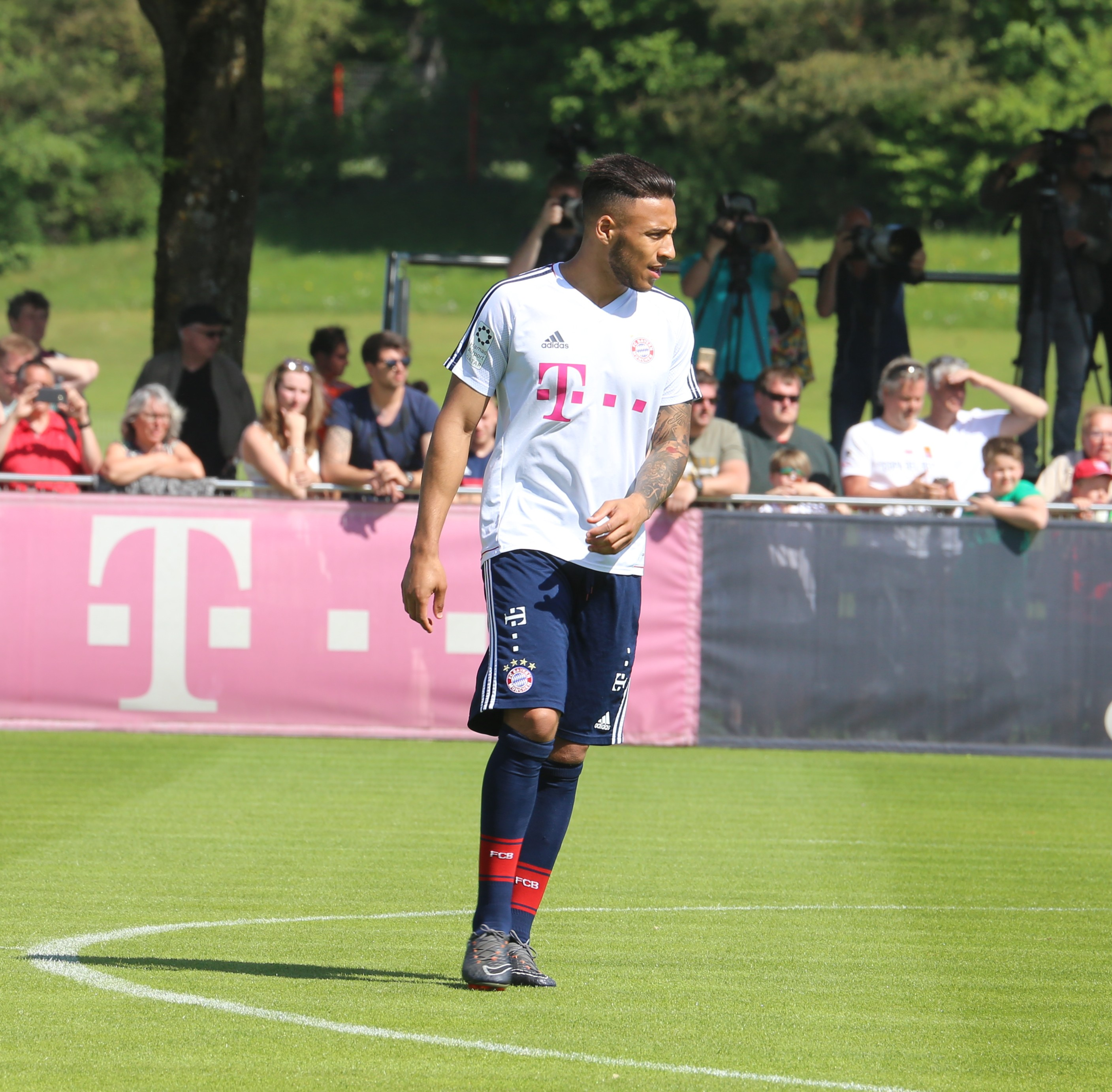
Tolisso avec le Bayern en 2018.

Tout frais international français, Tolisso rejoint le Bayern Munich à l'été 2017. Lyon reçoit 40 millions d’euros en échange, un record alors pour le club français. Il s'agit également d'un record pour le club bavarois, qui n'avait jamais déboursé autant pour un joueur. Tolisso est alors désiré par Carlo Ancelotti et toute la cellule de recrutement. À Munich, Tolisso est pris sous son aile par Franck Ribéry. Remplaçant, il obtient rapidement du temps de jeu comme milieu de terrain mais les résultats sont mitigés. Le départ d’Ancelotti, remplacé par Jupp Heynckes, l’a d’abord fait reculer dans la hiérarchie, préférant l'expérience d'autres. À force de travail, il gagne le respect de l'entraîneur allemand et dépanne à plusieurs postes. Finalement, il marque dix buts et donne sept passes décisives en quarante matchs officiels pour sa première saison, sans maîtriser la langue. Il acquiert le titre de champion d'Allemagne dès la 29e journée de championnat le 7 avril 2018. Il entre en jeu lors de la finale de la Coupe d'Allemagne mais ne peut empêcher la défaite (3-1) des siens face à Francfort et son futur entraîneur Niko Kovač.
Le 15 septembre 2018, alors que le match de Bundesliga face au Bayer Leverkusen avait bien débuté pour lui, en inscrivant un but, il se rompt les ligaments croisés du genou droit, ce qui entraîne une indisponibilité de plusieurs mois. Il effectue son retour à la compétition le 25 mai 2019 en entrant en jeu lors de la finale de la Coupe d'Allemagne qu'il remporte.
En avril 2020, une blessure amène Tolisso à se faire opérer à la cheville gauche. Le 23 août 2020, il remporte la Ligue des champions 2019-2020, en s'imposant 1-0 en finale face au Paris Saint-Germain ; Tolisso est rentré à la 86e minute pour remplacer Thiago Alcántara.
Sa saison 2020-2021 est perturbée par une rupture du tendon quadricipital gauche survenue en février. Le 30 mai 2022, le club bavarois officialise son départ via un communiqué.

### Retour à l'Olympique lyonnais (depuis 2022)
Le 1er juillet 2022, il fait son retour à l'Olympique lyonnais, son club formateur, pour cinq saisons. Lors de sa première saison, ses habituels numéros 8 et 24 sont déjà occupés. Il opte alors pour le numéro 88, puis reprendra le 8 la saison suivante, laisse libre après le départ d'Houssem Aouar.
Après deux saisons en demi-teinte, Tolisso retrouve son meilleur niveau durant la saison 2024-2025. En février 2025, il a pu également enchaîner les rencontres sans être blessé depuis un an, ce qui ne lui était pas arrivé depuis 2016-2017.
À l'été 2025, en raison de sa situation financière, l'Olympique lyonnais est un temps rétrogradé administrativement en Ligue 2. Dans ce contexte et alors que son coéquipier et ami Alexandre Lacazette quitte le club durant l'intersaison, la question d'un possible départ de Tolisso est alors évoquée, sans se concrétiser. Il aborde la saison 2025-2026 en tant que capitaine de sa formation.

### En équipe nationale

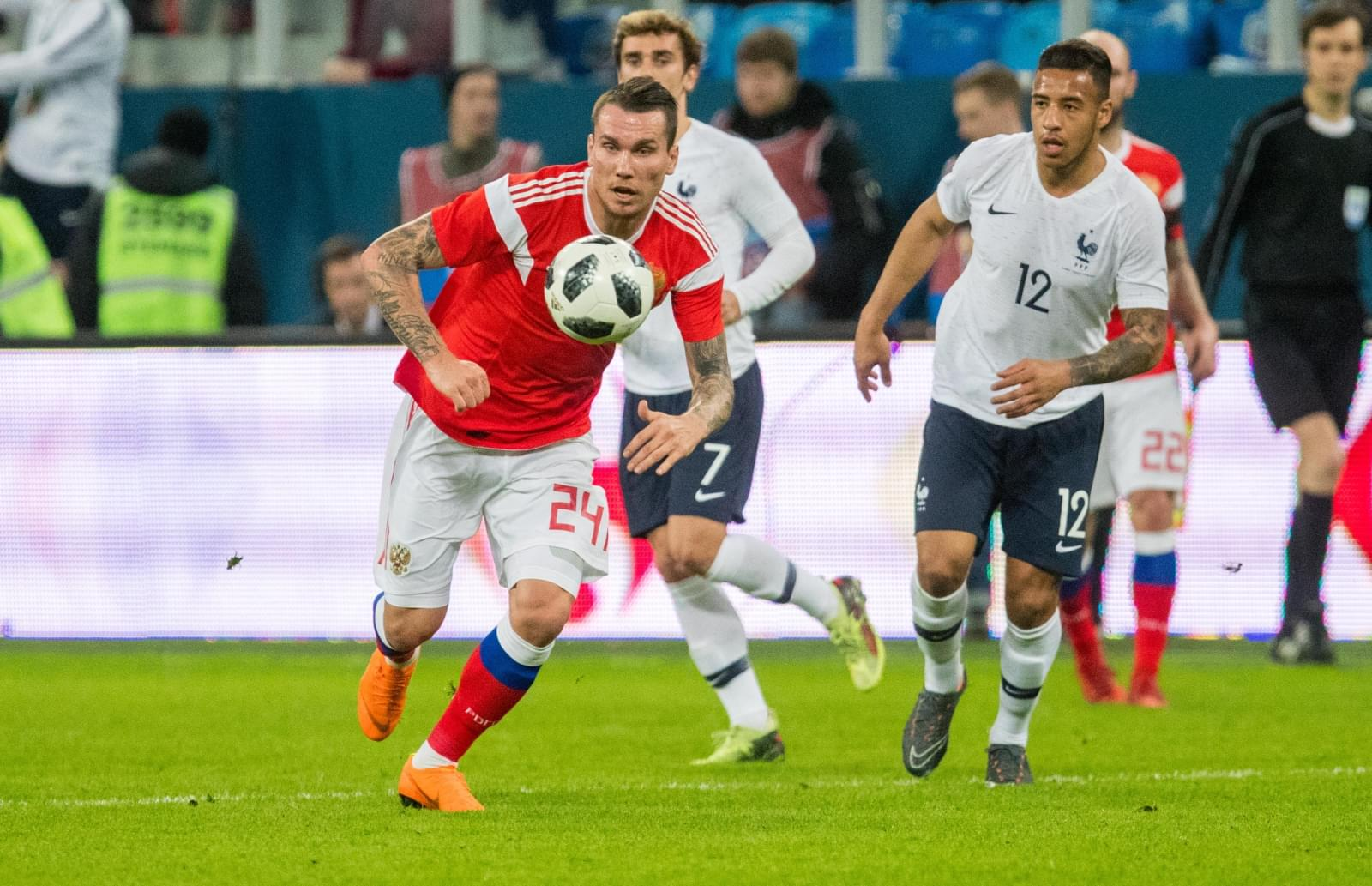
Tolisso (à d.) en équipe de France en 2018.

Corentin Tolisso obtient sa première sélection le 14 novembre 2012 avec l'équipe de France des moins de 19 ans, en entrant en jeu à la 70e minute en Allemagne (défaite 4-0). Le 6 septembre 2013, il dispute son premier match avec l'équipe de France des moins de 20 ans face au Canada. Il dispute l'intégralité de la rencontre (victoire 4-1).
International français depuis les U19, Corentin Tolisso devient un pilier des espoirs de Pierre Mankowski en 2015. Jusqu'à ce qu'il honore sa première sélection avec les A dans un match compétitif, il peut néanmoins toujours opter pour la sélection togolaise. Binational par son père, le polyvalent joueur lyonnais balaye cette possibilité en avril 2015 dans L'Équipe : « Il n'y a aucun débat. Je ne renie pas le Togo, le pays d'origine de ma famille, mais je suis né ici, j'ai grandi ici ».
Le 16 mars 2017, il est appelé pour la première fois en équipe de France A par Didier Deschamps pour les matchs du 25 et 28 mars contre le Luxembourg et l'Espagne. Il est titulaire pour la première fois, lors du match amical France-Espagne, au stade de France.

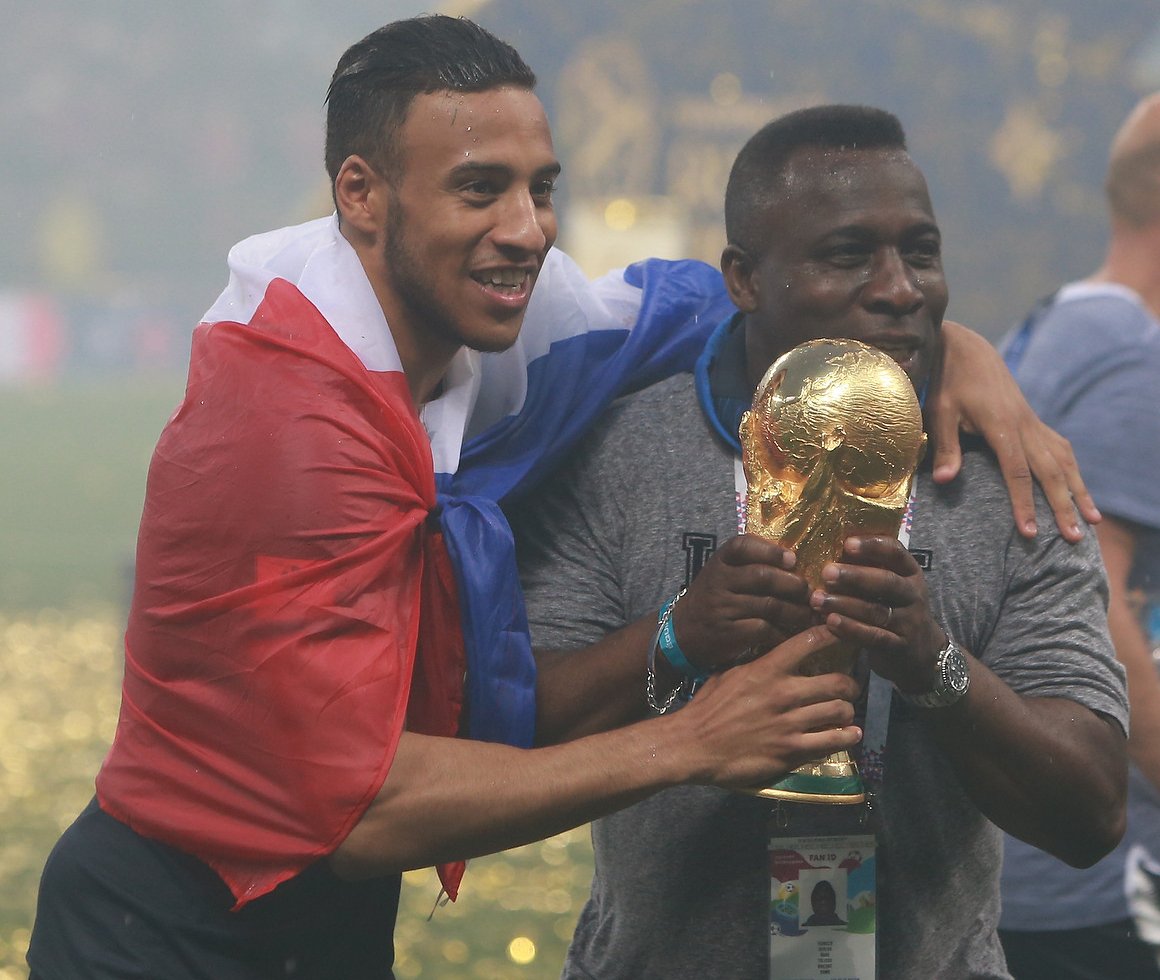
Tolisso avec la Coupe du monde, au côté de son père.

Tolisso fait partie des 23 Français retenus pour la Coupe du monde 2018 par Deschamps. Le 28 mai, il est titularisé pour la sixième fois en sept capes, en match de préparation contre l'Irlande (2-0) à la place de Paul Pogba. Il se fait remarquer par la qualité de ses passes et son efficacité à la récupération du ballon. Ses performances lui permettent ainsi d'être titularisé lors du premier match de la compétition face à l'Australie. Il perd sa place les matchs suivants au profit de Blaise Matuidi. Il bénéficie de la suspension de ce dernier pour être titulaire lors du quart de finale face à l'Uruguay. Lors de ce match, il réalise une passe décisive à Antoine Griezmann et bénéficie de la faute qui amène le premier but de l'Équipe de France, par Varane. Il entre en cours de jeu lors de la demi-finale face à la Belgique, ainsi que lors de la finale contre la Croatie. Les Bleus battent les Croates (4-2) et Tolisso devient champion du monde.
Le 17 novembre 2019, Tolisso marque son premier but avec les Bleus lors d'un match des éliminatoires de l'Euro 2020 face à l'Albanie : il reprend de la tête un coup franc tiré par Antoine Griezmann. Il marque son deuxième but pour l'équipe de France le 7 octobre 2020, lors de la victoire 7-1 en match amical contre l'Ukraine.
Malgré une longue convalescence de trois mois à la suite d'une blessure à la cuisse survenue en février 2021 avec le Bayern Munich, Tolisso retrouve les terrains juste à temps et Didier Deschamps le sélectionne pour l'Euro 2020, qui s'est déroulé l'été 2021, en raison de la pandémie de Covid-19.

## Style de jeu: milieu polyvalent
Corentin Tolisso est un joueur droitier polyvalent. Au milieu de terrain, il peut jouer milieu défensif, milieu relayeur et même milieu offensif. Sa capacité d'adaptation lui permet même de jouer comme défenseur latéral à droite comme à gauche. Lors de ses débuts professionnels avec Rémi Garde, Tolisso alterne entre milieu latéral dans un 4-4-2 en losange, milieu central d'un 5-3-2 et défenseur latéral. En mai 2014, il déclare : « J’ai été formé milieu, j’aime ce poste, aller de l’avant, marquer, faire des passes. Je suis plutôt un relayeur ».
Précis dans ses passes, agressif dans les duels, Tolisso peut également se projeter vers l’avant et apporter le danger dans le camp adverse. C’est au milieu de terrain que le garçon d’un mètre quatre-vingt-un pour soixante-dix-huit kilos excelle. Il apprécie jouer au poste de sentinelle mais, à Lyon, ce poste est réservé à Maxime Gonalons. Alors Tolisso apporte ses atouts sur le côté gauche du losange installé sous Remi Garde. Il peut ainsi combiner avec Henri Bedimo notamment. Il possède une bonne qualité de récupération, il est bon tacleur et solide physiquement ce qui lui permet d'assurer un pressing très important. À sa panoplie technique s'ajoute une bonne relance, des capacités d'élimination en un contre un et une frappe puissante et précise, lui permettant de marquer plus de but que la moyenne pour un joueur de son poste. C'est aussi un bon joueur de tête. Jean-Pierre Papin le compare à Toni Kroos en affirmant « qu'il peut attaquer, défendre et jouer un rôle important au milieu de terrain ». 
Psychologiquement, Tolisso montre jeune qu'il peut être émotif en sortant plusieurs fois de match en larmes. Il possède aussi un caractère affirmé, en venant aux mains quelquefois avec des coéquipiers à l'entraînement à Lyon.

## Statistiques

### Statistiques détaillées
| Saison                | Club                  | Championnat           | Championnat | Championnat | Championnat | Coupe nationale | Coupe nationale | Coupe nationale | Coupe de la Ligue | Coupe de la Ligue | Coupe de la Ligue | Supercoupe | Supercoupe | Supercoupe | Compétition(s) continentale(s) | Compétition(s) continentale(s) | Compétition(s) continentale(s) | Compétition(s) continentale(s) | Supercoupe de l'UEFA | Supercoupe de l'UEFA | Supercoupe de l'UEFA | Coupe du monde des clubs | Coupe du monde des clubs | Coupe du monde des clubs | Total | Total | Total |
| Saison                | Club                  | Division              | M.          | B.          | P.d.        | M.              | B.              | P.d.            | M.                | B.                | P.d.              | M.         | B.         | P.d.       | Comp.                          | M.                             | B.                             | P.d.                           | M.                   | B.                   | P.d.                 | M.                       | B.                       | P.d.                     | M.    | B.    | P.d.  |
| 2013-2014             | Olympique Lyonnais    | Ligue 1               | 14          | 1           | 0           | 1               | 0               | 0               | 1                 | 0                 | 0                 | -          | -          | -          | C3                             | 9                              | 0                              | 0                              | -                    | -                    | -                    | -                        | -                        | -                        | 25    | 1     | 0     |
| 2014-2015             | Olympique Lyonnais    | Ligue 1               | 38          | 7           | 2           | 2               | 0               | 0               | -                 | -                 | -                 | -          | -          | -          | C3                             | 3                              | 0                              | 1                              | -                    | -                    | -                    | -                        | -                        | -                        | 43    | 7     | 3     |
| 2015-2016             | Olympique Lyonnais    | Ligue 1               | 33          | 5           | 6           | 3               | 1               | 0               | 2                 | 1                 | 0                 | 1          | 0          | 0          | C1                             | 6                              | 0                              | 1                              | -                    | -                    | -                    | -                        | -                        | -                        | 45    | 7     | 7     |
| 2016-2017             | Olympique Lyonnais    | Ligue 1               | 31          | 8           | 4           | 1               | 1               | 0               | -                 | -                 | -                 | 1          | 1          | 0          | C1+C3                          | 6+8                            | 2+2                            | 1+1                            | -                    | -                    | -                    | -                        | -                        | -                        | 47    | 14    | 6     |
| Sous-total            | Sous-total            | Sous-total            | 116         | 21          | 12          | 7               | 2               | 0               | 3                 | 1                 | 0                 | 2          | 1          | 0          | -                              | 32                             | 4                              | 4                              | -                    | -                    | -                    | -                        | -                        | -                        | 160   | 29    | 16    |
| 2017-2018             | Bayern Munich         | Bundesliga            | 26          | 6           | 3           | 5               | 1               | 1               | -                 | -                 | -                 | 1          | 0          | 0          | C1                             | 8                              | 3                              | 1                              | -                    | -                    | -                    | -                        | -                        | -                        | 40    | 10    | 5     |
| 2018-2019             | Bayern Munich         | Bundesliga            | 2           | 1           | 0           | 2               | 0               | 0               | -                 | -                 | -                 | 0          | 0          | 0          | C1                             | 0                              | 0                              | 0                              | -                    | -                    | -                    | -                        | -                        | -                        | 4     | 1     | 0     |
| 2019-2020             | Bayern Munich         | Bundesliga            | 13          | 1           | 2           | 4               | 0               | 0               | -                 | -                 | -                 | 1          | 0          | 0          | C1                             | 10                             | 3                              | 2                              | -                    | -                    | -                    | -                        | -                        | -                        | 28    | 4     | 4     |
| 2020-2021             | Bayern Munich         | Bundesliga            | 16          | 1           | 0           | 1               | 0               | 0               | -                 | -                 | -                 | 1          | 1          | 0          | C1                             | 3                              | 1                              | 0                              | 1                    | 0                    | 0                    | 2                        | 0                        | 0                        | 24    | 3     | 0     |
| 2021-2022             | Bayern Munich         | Bundesliga            | 15          | 2           | 1           | 2               | 1               | 0               | -                 | -                 | -                 | 1          | 0          | 1          | C1                             | 4                              | 0                              | 1                              | -                    | -                    | -                    | -                        | -                        | -                        | 22    | 3     | 3     |
| Sous-total            | Sous-total            | Sous-total            | 72          | 11          | 6           | 14              | 2               | 1               | -                 | -                 | -                 | 4          | 1          | 1          | -                              | 25                             | 7                              | 4                              | 1                    | 0                    | 0                    | 2                        | 0                        | 0                        | 118   | 21    | 12    |
| 2022-2023             | Olympique Lyonnais    | Ligue 1               | 30          | 1           | 2           | 4               | 0               | 0               | -                 | -                 | -                 | -          | -          | -          | -                              | -                              | -                              | -                              | -                    | -                    | -                    | -                        | -                        | -                        | 34    | 1     | 2     |
| 2023-2024             | Olympique Lyonnais    | Ligue 1               | 25          | 2           | 1           | 5               | 0               | 0               | -                 | -                 | -                 | -          | -          | -          | -                              | -                              | -                              | -                              | -                    | -                    | -                    | -                        | -                        | -                        | 30    | 2     | 1     |
| 2024-2025             | Olympique Lyonnais    | Ligue 1               | 32          | 7           | 4           | 2               | 0               | 0               | -                 | -                 | -                 | -          | -          | -          | C3                             | 12                             | 3                              | 2                              | -                    | -                    | -                    | -                        | -                        | -                        | 46    | 10    | 6     |
| 2025-2026             | Olympique Lyonnais    | Ligue 1               | 1           | 0           | 0           | -               | -               | -               | -                 | -                 | -                 | -          | -          | -          | -                              | -                              | -                              | -                              | -                    | -                    | -                    | -                        | -                        | -                        | 1     | 0     | 0     |
| Sous-total            | Sous-total            | Sous-total            | 88          | 10          | 7           | 11              | 0               | 0               | -                 | -                 | -                 | -          | -          | -          | -                              | 12                             | 3                              | 2                              | -                    | -                    | -                    | -                        | -                        | -                        | 111   | 13    | 9     |
| Total sur la carrière | Total sur la carrière | Total sur la carrière | 276         | 42          | 25          | 32              | 4               | 1               | 3                 | 1                 | 0                 | 6          | 2          | 1          | -                              | 69                             | 14                             | 10                             | 1                    | 0                    | 0                    | 2                        | 0                        | 0                        | 389   | 63    | 37    |

### En sélection nationale
| Saison                | Sélection             | Phases finales        | Phases finales | Phases finales | Phases finales | Éliminatoires | Éliminatoires | Éliminatoires | Ligue Nations UEFA | Ligue Nations UEFA | Ligue Nations UEFA | Matchs amicaux | Matchs amicaux | Matchs amicaux | Total | Total | Total |
| Saison                | Sélection             | Compétition           | M              | B              | Pd             | M             | B             | Pd            | M                  | B                  | Pd                 | M              | B              | Pd             | M     | B     | Pd    |
| --------------------- | --------------------- | --------------------- | -------------- | -------------- | -------------- | ------------- | ------------- | ------------- | ------------------ | ------------------ | ------------------ | -------------- | -------------- | -------------- | ----- | ----- | ----- |
| 2016-2017             | France                | -                     | -              | -              | -              | -             | -             | -             | -                  | -                  | -                  | 1              | 0              | 0              | 1     | 0     | 0     |
| 2017-2018             | France                | Coupe du monde 2018   | 5              | 0              | 1              | 2             | 0             | 0             | -                  | -                  | -                  | 6              | 0              | 1              | 13    | 0     | 2     |
| 2018-2019             | France                | -                     | -              | -              | -              | -             | -             | -             | 1                  | 0                  | 0                  | -              | -              | -              | 1     | 0     | 0     |
| 2019-2020             | France                | -                     | -              | -              | -              | 6             | 1             | 0             | -                  | -                  | -                  | -              | -              | -              | 6     | 1     | 0     |
| 2020-2021             | France                | Euro 2020             | 3              | 0              | 0              | -             | -             | -             | 1                  | 0                  | 0                  | 3              | 1              | 1              | 7     | 1     | 1     |
| Total sur la carrière | Total sur la carrière | Total sur la carrière | 8              | 0              | 1              | 8             | 1             | 0             | 2                  | 0                  | 0                  | 10             | 1              | 2              | 28    | 2     | 3     |

### Listes des matchs internationaux
| Matchs internationaux de Corentin Tolisso | Matchs internationaux de Corentin Tolisso | Matchs internationaux de Corentin Tolisso             | Matchs internationaux de Corentin Tolisso | Matchs internationaux de Corentin Tolisso | Matchs internationaux de Corentin Tolisso | Matchs internationaux de Corentin Tolisso                           |
|                                           | Date                                      | Lieu                                                  | Adversaire                                | Résultats                                 |                                           |                                                                     |
| ----------------------------------------- | ----------------------------------------- | ----------------------------------------------------- | ----------------------------------------- | ----------------------------------------- | ----------------------------------------- | ------------------------------------------------------------------- |
| 1.                                        | 2 juin 2017                               | Stade de France, Saint-Denis, France                  | Espagne                                   | 0 - 2                                     | Match amical                              | Titulaire et remplacé par Thomas Lemar à la 80e minute de jeu.      |
| 2.                                        | 7 octobre 2017                            | Stade national Vassil-Levski, Sofia, Bulgarie         | Bulgarie                                  | 1 - 0                                     | Éliminatoires mondial 2018                | Titulaire.                                                          |
| 3.                                        | 10 octobre 2017                           | Stade de France, Saint-Denis, France                  | Biélorussie                               | 2 - 1                                     | Éliminatoires mondial 2018                | Titulaire.                                                          |
| 4.                                        | 10 novembre 2017                          | Stade de France, Saint-Denis, France                  | Pays de Galles                            | 2 - 0                                     | Match amical                              | Titulaire et remplacé par Steven Nzonzi à la 45e minute de jeu.     |
| 5.                                        | 14 novembre 2017                          | RheinEnergieStadion, Cologne, Allemagne               | Allemagne                                 | 2 - 2                                     | Match amical                              | Titulaire.                                                          |
| 6.                                        | 27 mars 2018                              | Stade Krestovski, Saint-Pétersbourg, Russie           | Russie                                    | 3 - 1                                     | Match amical                              | Entre en jeu à la place d'N'Golo Kanté à la 66e minute de jeu.      |
| 7.                                        | 28 mai 2018                               | Stade de France, Saint-Denis, France                  | République d'Irlande                      | 2 - 0                                     | Match amical                              | Titulaire et remplacé par Paul Pogba à la 77e minute de jeu.        |
| 8.                                        | 1er juin 2018                             | Allianz Riviera, Nice, France                         | Italie                                    | 3 - 1                                     | Match amical                              | Titulaire et remplacé par Blaise Matuidi à la 77e minute de jeu.    |
| 9.                                        | 9 juin 2018                               | Parc Olympique lyonnais, Décines-Charpieu, France     | États-Unis                                | 1 - 1                                     | Match amical                              | Entre en jeu à la place d'Blaise Matuidi à la 58e minute de jeu.    |
| 10.                                       | 16 juin 2018                              | Kazan Arena, Kazan, Russie                            | Australie                                 | 2 - 1                                     | Coupe du monde 2018                       | Titulaire et remplacé par Blaise Matuidi à la 78e minute de jeu.    |
| 11.                                       | 30 juin 2018                              | Kazan Arena, Kazan, Russie                            | Argentine                                 | 4 - 3                                     | Coupe du monde 2018                       | Entre en jeu à la place d'Blaise Matuidi à la 66e minute de jeu.    |
| 12.                                       | 6 juillet 2018                            | Stade de Nijni Novgorod, Nijni Novgorod, Russie       | Uruguay                                   | 2 - 0                                     | Coupe du monde 2018                       | Titulaire et remplacé par Steven Nzonzi à la 80e minute de jeu.     |
| 13.                                       | 10 juillet 2018                           | Stade de Saint-Pétersbourg, Saint-Pétersbourg, Russie | Belgique                                  | 1 - 0                                     | Coupe du monde 2018                       | Entre en jeu à la place d'Blaise Matuidi à la 86e minute de jeu..   |
| 14.                                       | 15 juillet 2018                           | Stade Loujniki, Moscou, Russie                        | Croatie                                   | 4 - 2                                     | Coupe du monde 2018                       | Entre en jeu à la place d'Blaise Matuidi à la 73e minute de jeu.    |
| 15.                                       | 6 septembre 2018                          | Allianz Arena, Munich, Allemagne                      | Allemagne                                 | 0 - 0                                     | Ligue des nations 2018-2019               | Entre en jeu à la place d'Blaise Matuidi à la 86e minute de jeu.    |
| 16.                                       | 7 septembre 2019                          | Stade de France, Saint-Denis, France                  | Albanie                                   | 4 - 1                                     | Éliminatoires Euro 2020                   | Titulaire.                                                          |
| 17.                                       | 10 septembre 2019                         | Stade de France, Saint-Denis, France                  | Andorre                                   | 3 - 0                                     | Éliminatoires Euro 2020                   | Titulaire.                                                          |
| 18.                                       | 11 octobre 2019                           | Laugardalsvöllur, Reykjavik, Islande                  | Islande                                   | 1 - 0                                     | Éliminatoires Euro 2020                   | Titulaire.                                                          |
| 19.                                       | 14 octobre 2019                           | Stade de France, Saint-Denis, France                  | Turquie                                   | 1 - 1                                     | Éliminatoires Euro 2020                   | Titulaire.                                                          |
| 20.                                       | 14 novembre 2019                          | Stade de France, Saint-Denis, France                  | Moldavie                                  | 2 - 1                                     | Éliminatoires Euro 2020                   | Titulaire.                                                          |
| 21.                                       | 17 novembre 2019                          | Arena Kombëtare, Tirana, Albanie                      | Albanie                                   | 2 - 0                                     | Éliminatoires Euro 2020                   | Titulaire                                                           |
| 22.                                       | 7 octobre 2020                            | Stade de France, Saint-Denis, France                  | Ukraine                                   | 7 - 1                                     | Match amical                              | Titulaire.                                                          |
| 23.                                       | 14 octobre 2020                           | Stade Maksimir, Zagreb, Croatie                       | Croatie                                   | 2 - 1                                     | Ligue des nations 2020-2021               | Entre en jeu à la place d'Eduardo Camavinga à la 63e minute de jeu. |
| 24.                                       | 2 juin 2021                               | Allianz Riviera, Nice, France                         | Pays de Galles                            | 3 - 0                                     | Match amical                              | Titulaire et remplacé par Moussa Sissoko à la 63e minute de jeu.    |
| 25.                                       | 8 juin 2021                               | Stade de France, Saint-Denis, France                  | Bulgarie                                  | 3 - 0                                     | Match amical                              | Titulaire et remplacé par Moussa Sissoko à la 84e minute de jeu.    |
| 26.                                       | 15 juin 2021                              | Allianz Arena, Munich, Allemagne                      | Allemagne                                 | 1 - 0                                     | Euro 2020                                 | Entre en jeu à la place de Karim Benzema à la 89e minute de jeu.    |
| 27.                                       | 19 juin 2021                              | Stade Ferenc-Puskás, Budapest, Hongrie                | Hongrie                                   | 1 - 1                                     | Euro 2020                                 | Entre en jeu à la place de Paul Pogba à la 76e minute de jeu.       |
| 28.                                       | 23 juin 2021                              | Stade Ferenc-Puskás, Budapest, Hongrie                | Portugal                                  | 2 - 2                                     | Euro 2020                                 | Titulaire et remplacé par Kingsley Coman à la 66e minute de jeu.    |

### Buts internationaux
Ce tableau résume les buts en sélection de Corentin Tolisso.

## Palmarès

### Palmarès collectif
Corentin Tolisso est formé à l'Olympique lyonnais avec qui il ne remporte aucun titre, s'inclinant en finale de Coupe de la Ligue en 2014 ainsi que du Trophée des Champions à deux reprises et terminant vice-champion de France en 2015 et 2016.
Il quitte le club lyonnais en 2017 pour rejoindre le Bayern Munich avec qui il remporte la Supercoupe d'Allemagne dès son premier match avant d'être sacré Champion d'Allemagne en fin de saison ratant de peu le doublé Coupe-Championnat s'inclinant en finale de Coupe d'Allemagne. Blessé une majeure partie de la saison suivante, il ne prend part qu'à quatre matchs toutes compétitions confondues remportant tout de même le doublé Coupe-Championnat, tout juste revenu pour jouer la finale. De nouveau champion la saison 2019-2020, il ne prend pas part à la finale de Coupe d'Allemagne remporté par le Bayern mais remporte la première Ligue des Champions de sa carrière et enchaine la saison suivante avec une Supercoupe de l'UEFA, la Coupe du monde des clubs et un nouveau titre de Champion d'Allemagne. 
De nouveau champion d'Allemagne la saison, il s'offre en début de saison la Supercoupe d'Allemagne, marquant même le premier but de la rencontre. En 2022, il est sacré Champion d'Allemagne pour la cinquième fois en cinq saison après avoir remporté une troisième Supercoupe d'Allemagne.
De retour à l'Olympique lyonnais, il est finaliste de la Coupe de France en 2024.
Avec l'équipe de France, Corentin Tolisso a remporté la Coupe du monde en 2018 et participé à l'Euro 2020.
| Olympique lyonnais | Bayern Munich (12) | Équipe de France (1)                |
| --- | --- | ----------------------------------- |
| - Championnat de France - Vice-champion : 2015 et 2016 - Coupe de la Ligue - Finaliste : 2014 - Trophée des Champions - Finaliste : 2015 et 2016 - Coupe de France - Finaliste : 2024 | - Championnat d'Allemagne - Champion : 2018, 2019, 2020, 2021 et 2022 - Coupe d'Allemagne - Vainqueur : 2019 - Finaliste : 2018 - Supercoupe d'Allemagne - Vainqueur : 2017, 2020 et 2021 - Finaliste : 2019 - Ligue des champions UEFA - Vainqueur : 2020 - Supercoupe de l'UEFA - Vainqueur : 2020 - Coupe du monde des clubs de la FIFA - Vainqueur : 2020 | - Coupe du monde - Vainqueur : 2018 |

### Distinctions personnelles
- Engagé dans deux associations, Handicap Tous Mobilisés et Players For Society, il s'est vu récompenser par l'UNFP, qui l'a élu joueur citoyen de l'année en 2021[26].

## Décoration
- Chevalier de la Légion d'honneur. Par décret du Président de la République en date du 31 décembre 2018, tous les membres de l'équipe de France championne du monde 2018 sont promus au grade de Chevalier de la Légion d'honneur[27].